# Proisotoma minima
Proisotoma minima is een springstaartensoort uit de familie van de Isotomidae. De wetenschappelijke naam van de soort is voor het eerst geldig gepubliceerd in 1901 door Absolon.